# Polizeirechtliche Maßnahme
Als Maßnahme im polizeirechtlichen Sinne werden alle (belastenden) Eingriffe des Staates in die Rechte des Bürgers bezeichnet, sog. Eingriffsrecht. Die Rechte der in Deutschland aufhältigen Personen werden durch das Grundgesetz (Grundrechtekatalog) bestimmt.
Ein solcher Eingriff in die Rechte des Bürgers bedarf immer einer Rechtsgrundlage, d. h. einer Legitimation, die dem Staat erlaubt, das aus dem Grundgesetz resultierende Recht einzuschränken, sog. Eingriffsermächtigung. 
Bürger (also Adressaten der Maßnahme) im Sinne dieser Definition sind nicht nur Staatsangehörige, sondern die jeweiligen Grundrechtinhaber. Dies können auch Asylbewerber, Touristen oder illegal in Deutschland aufhältige Personen sein.